# Жельцы (озеро)
Же́льцы (бел. Жэ́льцы) — озеро в Полоцком районе Витебской области Белоруссии. Относится к бассейну реки Со́сница (притока Западной Двины).

## География
Озеро Жельцы расположено в 38 км к северо-востоку от города Полоцк. Севернее располагается деревня, также именуемая Жельцы. Высота водного зеркала над уровнем моря — 138,3 м.
Площадь поверхности водоёма составляет 0,78 км², длина — 1,84 км, наибольшая ширина — 0,72 км. Длина береговой линии — 5,02 км. Наибольшая глубина — 2,8 м, средняя — 2 м. Объём воды в озере — 1,56 млн м³. Площадь водосбора — 63,5 км².

## Морфология
Котловина относится к остаточному типу, вытянута с юго-запада на северо-восток и имеет лопастную форму. Склоны котловины преимущественно высотой до 7 м, пологие, песчаные, покрытые лесом. Северо-западные склоны распаханы. Южные склоны крутые и существенно выше — до 15—20 м высотой. Береговая линия относительно ровная. Берега низкие, песчаные. Озеро окружает заболоченная пойма шириной от 150 до 500 м, поросшая лесом и кустарником.
Дно плоское, покрытое преимущественно песком и опесчаненным илом. В центральной части дна присутствует слой сапропеля средней мощностью 3,8 м.
Запасы озёрного сапропеля составляют 1,4 млн м³. Его естественная влажность — 93 %, водородный показатель — 6,7, зольность варьируется от 32 до 63 %. Содержание в сухом остатке: азота — 3 %, окислов железа — 5,2 %, алюминия — 1,4 %, кальция — 2,6 %, калия — 0,4 %, фосфора — 0,5 %. Сапропель может использоваться в качестве лечебной грязи, минерального удобрения или средства для мелиорации почв.

## Гидробиология
Минерализация воды составляет 122 мг/л, прозрачность — 0,6 м. Озеро дистрофирует, несмотря на достаточную проточность. На юго-западе впадает малая река Неклейка и вытекает малая река Жельцанка. На северо-востоке впадает ручей из озера Ситенец. Этот же ручей принимает часть стока из озера Арлея. Кроме того, на северо-востоке впадает канализованный ручей из озера Болныря.
Около 66 % площади водоёма зарастает до глубины 1,7—2 м. Прибрежная растительность образует полосу шириной от 20 до 250 м.
Несмотря на дистрофность, озеро Жельцы отличается разнообразием ихтиофауны. В воде обитают плотва, линь, карась, окунь, щука, лещ, густера, ёрш, уклейка.